# Heteronyx acutifrons
Heteronyx acutifrons är en skalbaggsart som beskrevs av Blackburn 1889. Heteronyx acutifrons ingår i släktet Heteronyx och familjen Melolonthidae. Inga underarter finns listade i Catalogue of Life.